# Cofidis (ciclismo)
La Cofidis è una squadra maschile francese di ciclismo su strada con licenza di UCI WorldTeam.
Attiva nel professionismo dal 1997 grazie alla sponsorizzazione di Cofidis, ha sede a Bondues, nel Nord-Passo di Calais, ed è diretta da Cédric Vasseur. Nella sua storia si è aggiudicata numerose vittorie di tappa al Tour de France e alla Vuelta a España, oltre a diverse classiche, come la Gand-Wevelgem 1997 con Philippe Gaumont e la Liegi-Bastogne-Liegi 1999 con Frank Vandenbroucke; ha inoltre vinto tre edizioni della classifica individuale Europe Tour (2015, 2017, 2018) e una di quella a squadre (2013).

## Storia

### 1996-1998: gli esordi e i primi successi
La squadra Cofidis nacque alla fine del 1996, prima come struttura organizzativa, poi, nel 1997, come gruppo professionistico. Può essere considerata come discendente indiretta della squadra Castorama, già Super U e Renault-Gitane, essendo stata inizialmente diretta da Cyrille Guimard, a cui si aggiunse Bernard Quilfen, entrambi ex dirigenti della Castorama.
Nella suo primo stagione di attività la Cofidis debuttò con grandi ambizioni, reclutando diversi corridori di spessore. Nell'organico di quella stagione figuravano Maurizio Fondriest, Lance Armstrong e Tony Rominger. Questi ultimi due erano considerati i capitani per le corse a tappe, con l'obiettivo di vincere uno dei Grandi Giri. Lance Armstrong annunciò però di avere un cancro ai testicoli nel mese di ottobre del 1996, e Tony Rominger si ruppe la clavicola nella quarta tappa del Tour de France 1997. In quella stagione le principali vittorie arrivarono dai corridori francesi della squadra: Philippe Gaumont vinse la Gand-Wevelgem, Nicolas Jalabert la Coppa di Francia e Laurent Desbiens una tappa al Tour de France.
Nel 1998 la Cofidis cambiò la dirigenza: Cyrille Guimard se ne andò e venne rimpiazzato da Bernard Quilfen. La nuova stella della squadra era Francesco Casagrande. L'italiano vinse la Clásica San Sebastián ma, dopo essere stato trovato positivo al testosterone al Giro del Trentino ed al Tour de Romandie, abbandonò il Tour de France dopo la decima tappa. Rimase solo una stagione nella squadra francese che, in assenza del suo leader, brillò ugualmente al Tour de France: vinse la classifica a squadre, Bobby Julich chiuse terzo nella generale davanti a Christophe Rinero, quarto e miglior scalatore. Roland Meier fu inoltre settimo.

### 1999-2003: le vittorie con Vandenbroucke, Millar e Moncoutié

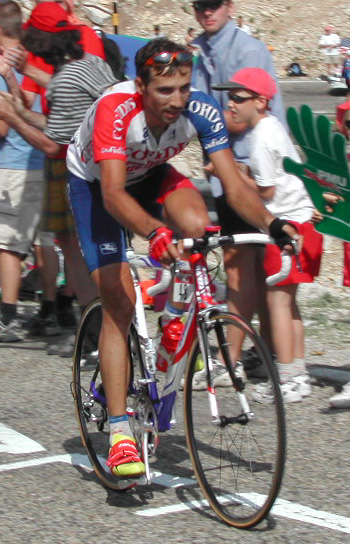
David Moncoutié durante il Tour de France 2002

Per l'anno seguente la Cofidis si rinforzò in vista delle classiche reclutando i belgi Nico Mattan, Peter Farazijn e Frank Vandenbroucke. Quest'ultimo vinse Liegi-Bastogne-Liegi, Omloop Het Volk e due tappe alla Vuelta a España. Tuttavia, per costringere i dirigenti della squadra a selezionarlo per la Parigi-Roubaix, si ritirò alla Gand-Wevelgem. Qualche settimana più tardi, venne arrestato con altre quindici persone, sospettato di essere cliente di Bernard Sainz. La squadra lo sospese per diverse settimane. Vandenbroucke si fratturò poi il polso all'inizio del 2000, rimase a lungo lontano dalle gare e si trasferì alla Lampre-Daikin nel 2001. Nella stagione 2000 si mise in evidenza il giovane scozzese David Millar, vincitore all'esordio del prologo di Futuroscope al Tour de France. Nello stesso anno David Moncoutié si classificò secondo al Tour de l'Avenir. I due diventarono i capitani della squadra per le corse a tappe.
La Cofidis conobbe allora i suoi migliori anni, classificandosi sesta nella graduatoria a squadre UCI nel 2002, settima nel 2001 e nel 2003, grazie anche alla vittoria di Nico Mattan al Grand Prix de Ouest-France 2001, al quarto posto di Andrej Kivilëv al Tour de France 2001, alla tredicesima posizione di David Moncoutié al Tour 2002, ed a David Millar, che vinse tre tappe alla Vuelta a España e due al Tour de France tra il 2001 ed il 2003, diventando anche campione del mondo a cronometro nel 2003. Nel marzo 2003 la squadra fu segnata dalla morte dello stesso Andrej Kivilëv, vittima di una caduta durante la Parigi-Nizza.

### 2004-2007: l'Affaire Cofidise l'ingresso nel ProTour

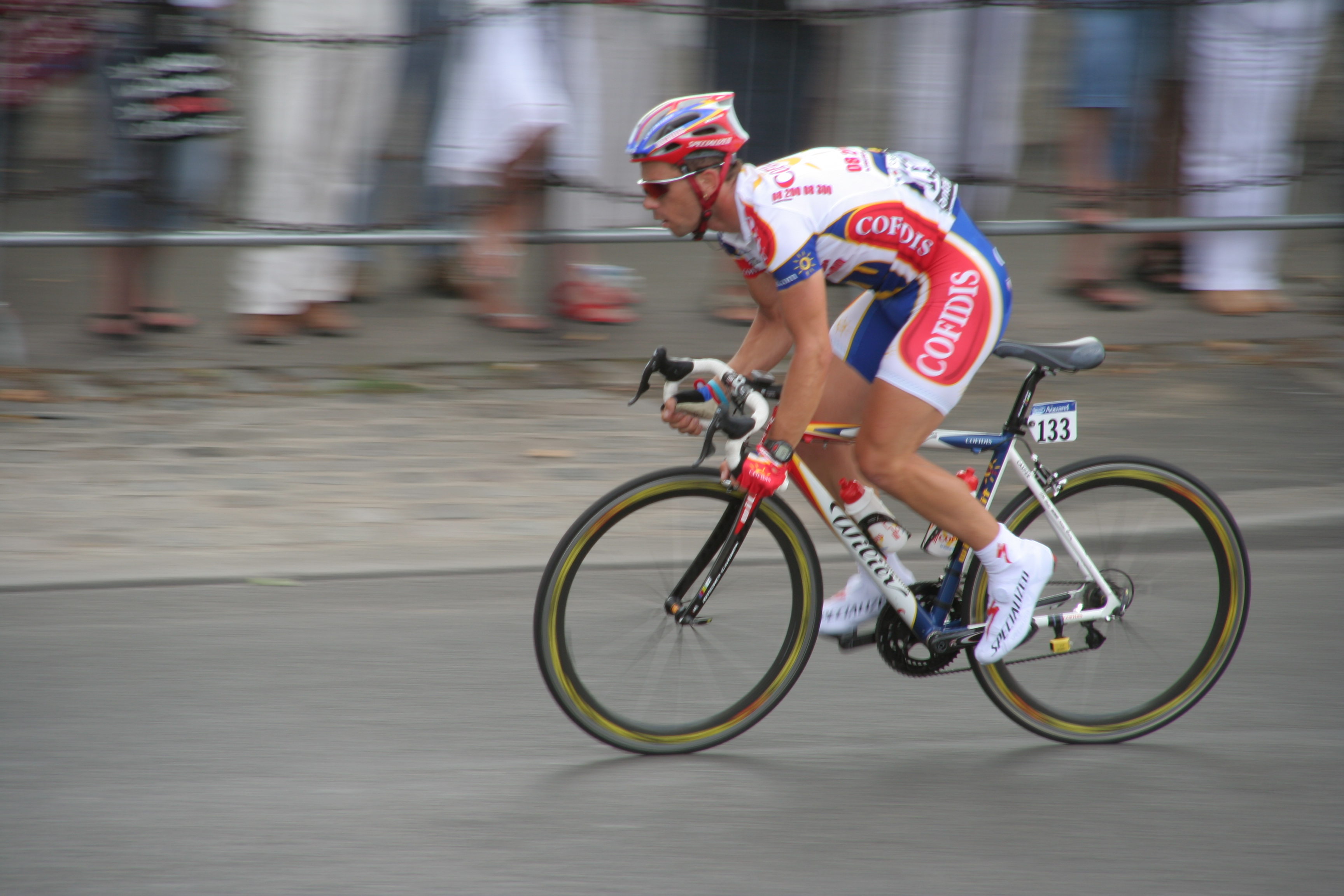
Jimmy Casper durante il Tour de France 2006

Nella stagione 2004 la Cofidis ripartì con grandi ambizioni. Con l'arrivo di Stuart O'Grady e del campione del mondo in linea in carica Igor Astarloa, si presentava al via della stagione con in rosa entrambi gli iridati Elite su strada. La stagione venne però segnata dall'Affaire Cofidis. Inizialmente riguardò ex membri della squadra ed il suo massaggiatore Bogdan Madejak, ma si allargò a diversi corridori dell'organico di quell'anno: Philippe Gaumont, David Millar, Massimiliano Lelli, Médéric Clain, Cédric Vasseur. Quest'ultimo venne scagionato, ma gli altri vennero tutti licenziati. Igor Astarloa lasciò la squadra e tornò alla Lampre. La dirigenza venne modificata in seguito alla partenza del medico Jean-Jacques Menuet e di Alain Bondue, temporaneamente rimpiazzato da Francis Van Londersele. Dopo un'auto-sospensione di un mese, la Cofidis tornò alle competizioni in maggio e realizzò una buona stagione, soprattutto grazie a Stuart O'Grady che vinse due tappe al Critérium du Dauphiné Libéré, una tappa al Tour de France, e la HEW Cyclassics. David Moncoutié vinse una tappa al Tour del 2004 e una nell'edizione successiva.
A partire dal 2005 la Cofidis e il suo nuovo manager, Éric Boyer, scelsero una nuova politica sportiva, facendosi promotori della lotta contro il doping, soprattutto per favorire la pratica dei controlli interni alle squadre, facendo inoltre in modo da ridurre la pressione sui corridori riguardo ai loro risultati. La squadra prese parte al circuito ProTour sin dalla creazione nel 2005, ma non fece più parte delle prime dieci migliori squadre della classifica UCI. Soprattutto, nonostante riuscisse ad ottenere qualche vittoria di tappa nei Grandi Giri, non riuscì più come nelle stagioni precedenti ad imporsi delle classiche.
Nel 2006 Rik Verbrugghe vinse la tappa di Saltara al Giro d'Italia, e Jimmy Casper una frazione al Tour de France. Durante il Tour de France 2007, Cristian Moreni risultò positivo in un controllo antidoping al testosterone e, nonostante nessun altro compagno fosse implicato, la dirigenza ritirò la squadra e sospese l'attività per due settimane.

## Altre specialità
La Cofidis, sin dalla sua creazione, ha incluso nel suo organico ciclisti attivi nel ciclismo su pista; dalla stagione 2007-2008 alla 2009-2010 Cofidis sponsorizzò inoltre un'apposita formazione UCI attiva nelle gare di velocità e di endurance. Tra i pistard che hanno gareggiato con Cofidis tra il 1997 e il 2010 si citano Arnaud Tournant, in squadra dal 1997 al 2008, quattordici volte campione del mondo e campione olimpico, ma anche Laurent Gané, Mickaël Bourgain, Kévin Sireau, François Pervis, Teun Mulder e Maximilian Levy.
Dal 1998 il team Cofidis ha avuto nei suoi ranghi anche un atleta di paraciclismo, Laurent Thirionet, due volte campione paralimpico e nove volte campione del mondo. Nel 2010 è stato creato il primo gruppo di paraciclismo all'interno di una formazione professionistica: al 2016 lo compongono cinque paraciclisti.

## Cronistoria

### Annuario
| Anno | Codice | Nome                             | Cat. | Biciclette       | Dirigenza |
| ---- | ------ | -------------------------------- | ---- | ---------------- | --- |
| 1997 | COF    | Cofidis                          | -    | Fondriest        | Manager: Cyrille Guimard Dir. sportivi: Alain Deloeuil, Bernard Quilfen |
| 1998 | COF    | Cofidis                          | -    | Fondriest        | Manager: Alain Bondue Dir. sportivi: Alain Deloeuil, Bernard Quilfen |
| 1999 | COF    | Cofidis, le Crédit par Téléphone | GSI  | MBK              | Manager: Alain Bondue Dir. sportivi: Alain Deloeuil, Bernard Quilfen |
| 2000 | COF    | Cofidis, le Crédit par Téléphone | GSI  | MBK              | Manager: Alain Bondue Dir. sportivi: Alain Deloeuil, Bernard Quilfen, Francis Vanlondersele |
| 2001 | COF    | Cofidis, le Crédit par Téléphone | GSI  | MBK              | Manager: Alain Bondue Dir. sportivi: Alain Deloeuil, Bernard Quilfen, Francis Vanlondersele |
| 2002 | COF    | Cofidis, le Crédit par Téléphone | GSI  | MBK              | Manager: Alain Bondue Dir. sportivi: Alain Deloeuil, Bernard Quilfen, Francis Vanlondersele |
| 2003 | COF    | Cofidis, le Crédit par Téléphone | GSI  | Décathlon        | Manager: Alain Bondue Dir. sportivi: Alain Deloeuil, Bernard Quilfen, Francis Vanlondersele |
| 2004 | COF    | Cofidis, le Crédit par Téléphone | GSI  | Décathlon        | Manager: Alain Bondue (fino al 26 maggio), Stéphane Champetier (dal 26 maggio) Dir. sportivi: Alain Deloeuil, Bernard Quilfen, Francis Vanlondersele                                                       |
| 2005 | COF    | Cofidis, le Crédit par Téléphone | PT   | Wilier Triestina | Manager: Éric Boyer, Stéphane Champetier Dir. sportivi: Alain Deloeuil, Bernard Quilfen, Francis Vanlondersele, Lionel Marie                                                                               |
| 2006 | COF    | Cofidis, le Crédit par Téléphone | PT   | Wilier Triestina | Manager: Éric Boyer Dir. sportivi: Alain Deloeuil, Bernard Quilfen, Francis Vanlondersele, Lionel Marie |
| 2007 | COF    | Cofidis, le Crédit par Téléphone | PT   | Time             | Manager: Éric Boyer Dir. sportivi: Alain Deloeuil, Bernard Quilfen, Francis Vanlondersele, Lionel Marie |
| 2008 | COF    | Cofidis, le Crédit par Téléphone | PT   | Time             | Manager: Éric Boyer Dir. sportivi: Alain Deloeuil, Bernard Quilfen, Francis Vanlondersele, Jean-Luc Jonrond                                                                                                |
| 2009 | COF    | Cofidis, le Crédit en Ligne      | PT   | Look             | Manager: Éric Boyer Dir. sportivi: Alain Deloeuil, Bernard Quilfen, Francis Vanlondersele |
| 2010 | COF    | Cofidis, le Crédit en Ligne      | PCT  | Look             | Manager: Éric Boyer Dir. sportivi: Alain Deloeuil, Bernard Quilfen, Francis Vanlondersele, Vincent Villerius                                                                                               |
| 2011 | COF    | Cofidis, le Crédit en Ligne      | PCT  | Look             | Manager: Éric Boyer Dir. sportivi: Alain Deloeuil, Bernard Quilfen, Stéphane Augé, Jean-Luc Jonrond, Didier Rous                                                                                           |
| 2012 | COF    | Cofidis, le Crédit en Ligne      | PCT  | Look             | Manager: Éric Boyer (fino a fine giugno), Yvon Sanquer (da fine giugno) Dir. sportivi: Alain Deloeuil, Stéphane Augé, Jean-Luc Jonrond, Didier Rous                                                        |
| 2013 | COF    | Cofidis, Solutions Crédits       | PCT  | Look             | Manager: Yvon Sanquer Dir. sportivi: Alain Deloeuil, Stéphane Augé, Jean-Luc Jonrond, Didier Rous |
| 2014 | COF    | Cofidis, Solutions Crédits       | PCT  | Look             | Manager: Yvon Sanquer Dir. sportivi: Alain Deloeuil, Stéphane Augé, Jean-Luc Jonrond, Didier Rous |
| 2015 | COF    | Cofidis, Solutions Crédits       | PCT  | Orbea            | Manager: Yvon Sanquer Dir. sportivi: Stéphane Augé, Jacques Decrion, Alain Deloeuil, Jean-Luc Jonrond, Didier Rous                                                                                         |
| 2016 | COF    | Cofidis, Solutions Crédits       | PCT  | Orbea            | Manager: Yvon Sanquer Dir. sportivi: Stéphane Augé, Jacques Decrion, Alain Deloeuil, Christian Guiberteau, Jean-Luc Jonrond, Didier Rous                                                                   |
| 2017 | COF    | Cofidis, Solutions Crédits       | PCT  | Orbea            | Manager: Yvon Sanquer Dir. sportivi: Yvon Sanquer, Jacques Decrion, Alain Deloeuil, Christian Guiberteau, Jean-Luc Jonrond, Didier Rous                                                                    |
| 2018 | COF    | Cofidis, Solutions Crédits       | PCT  | Kuota            | Manager: Cédric Vasseur Dir. sportivi:Christian Guiberteau Roberto Damiani Jacques Decrion Alain Deloeuil Jean-Luc Jonrond, Giorgio Brambilla                                                              |
| 2019 | COF    | Cofidis, Solutions Crédits       | PCT  | Kuota            | Manager: Cédric Vasseur Dir. sportivi: Christian Guiberteau, Roberto Damiani, Jacques Decrion, Alain Deloeuil, Jean-Luc Jonrond, Thierry Marichal                                                          |
| 2020 | COF    | Cofidis                          | WT   | De Rosa          | Manager: Cédric Vasseur Dir. sportivi: Christian Guiberteau, Roberto Damiani, Alain Deloeuil, Jean-Luc Jonrond, Thierry Marichal                                                                           |
| 2021 | COF    | Cofidis                          | WT   | De Rosa          | Manager: Cédric Vasseur Dir. sportivi: Christian Guiberteau, Roberto Damiani, Alain Deloeuil, Bingen Fernández, Jean-Luc Jonrond, Thierry Marichal                                                         |
| 2022 | COF    | Cofidis                          | WT   | De Rosa          | Manager: Cédric Vasseur Dir. sportivi: Christian Guiberteau, Samuel Bellenoue, Roberto Damiani, Alain Deloeuil, Bingen Fernández, Gorka Gerrikagoitia, Jean-Luc Jonrond, Thierry Marichal, Vincent Terrier |
| 2023 | COF    | Cofidis                          | WT   | Look             | Manager: Cédric Vasseur Dir. sportivi: Bingen Fernández, Roberto Damiani, Alain Deloeuil, Gorka Gerrikagoitia, Benjamin Giraud, Jean-Luc Jonrond, Thierry Marichal                                         |
| 2024 | COF    | Cofidis                          | WT   | Look             | Manager: Cédric Vasseur Dir. sportivi: Bingen Fernández, Roberto Damiani, Benjamin Giraud, Gorka Gerrikagoitia, Jean-Luc Jonrond, Thierry Marichal                                                         |
| 2025 | COF    | Cofidis                          | WT   | Look             | Manager: Cédric Vasseur Dir. sportivi: Bingen Fernández, Yvonnick Bolgiani, Roberto Damiani, Benjamin Giraud, Gorka Gerrikagoitia, Jean-Luc Jonrond, Thierry Marichal                                      |

### Classifiche UCI
Aggiornato al 22 ottobre 2024.
| Anno | Class.     | Pos. | Migliore cl. individuale   |
| ---- | ---------- | ---- | -------------------------- |
| 1997 | -          | 22º  | Maurizio Fondriest (107º)  |
| 1998 | -          | 11º  | Francesco Casagrande (16º) |
| 1999 | GSI        | 16º  | Frank Vandenbroucke (3º)   |
| 2000 | GSI        | 15º  | Jo Planckaert (71º)        |
| 2001 | GSI        | 7º   | David Millar (16º)         |
| 2002 | GSI        | 6º   | Jo Planckaert (30º)        |
| 2003 | GSI        | 7º   | David Millar (20º)         |
| 2004 | GSI        | 10º  | Stuart O'Grady (8º)        |
| 2005 | ProTour    | 11º  | David Moncoutié (30º)      |
| 2006 | ProTour    | 12º  | Cristian Moreni (30º)      |
| 2007 | ProTour    | 12º  | Maxime Monfort (72º)       |
| 2008 | ProTour    | 16º  | Nick Nuyens (31º)          |
| 2009 | World Cal. | 20º  | Rein Taaramäe (49º)        |
| 2010 | Europe T.  | 4º   | Jens Keukeleire (7º)       |
| 2010 | World Cal. | 20º  | Rein Taaramäe (45º)        |
| 2011 | Europe T.  | 5º   | Tony Gallopin (14º)        |
| 2012 | Europe T.  | 7º   | Samuel Dumoulin (7º)       |
| 2013 | Africa T.  | 11º  | Adrien Petit (54º)         |
| 2013 | Europe T.  | 11º  | Adrien Petit (60º)         |
| 2014 | Africa T.  | 13º  | Egoitz García (29º)        |
| 2014 | Europe T.  | 1º   | Julien Simon (7º)          |
| 2015 | America T. | 29º  | Anthony Turgis (77º)       |
| 2015 | Asia T.    | 57º  | Nacer Bouhanni (136º)      |
| 2015 | Europe T.  | 2º   | Nacer Bouhanni (1º)        |
| 2016 | Asia T.    | 80º  | Nacer Bouhanni (384º)      |
| 2016 | Europe T.  | 3º   | Nacer Bouhanni (8º)        |
| 2017 | Europe T.  | 2º   | Nacer Bouhanni (1º)        |
| 2018 | Asia T.    | 29º  | Jesús Herrada (72º)        |
| 2018 | Europe T.  | 2º   | Hugo Hofstetter (1º)       |
| 2019 | Europe T.  | 5º   | Jesús Herrada (44º)        |
| 2020 | World Tour | 19º  | Guillaume Martin (18º)     |
| 2021 | World Tour | 15º  | Christophe Laporte (41º)   |
| 2022 | World Tour | 10º  | Guillaume Martin (36º)     |
| 2023 | World Tour | 15º  | Guillaume Martin (36º)     |
| 2024 | World Tour | 20º  | Axel Zingle (55º)          |

## Palmarès
Aggiornato al 5 luglio 2025.

### Grandi Giri
- Giro d'Italia

Partecipazioni: 11 (2005, 2006, 2007, 2008, 2010, 2020, 2021, 2022, 2023, 2024, 2025)
Vittorie di tappa: 4
2006: 1 (Rik Verbrugghe)
2010: 1 (Damien Monier)
2021: 1 (Victor Lafay)
2024: 1 (Benjamin Thomas)
Vittorie finali: 0
Altre classifiche: 0
- Tour de France

Partecipazioni: 29 (1997, 1998, 1999, 2000, 2001, 2002, 2003, 2004, 2005, 2006, 2007, 2008, 2009, 2010, 2011, 2012, 2013, 2014, 2015, 2016, 2017, 2018, 2019, 2020, 2021, 2022, 2023, 2024, 2025)
Vittorie di tappa: 12
1997: 1 (Laurent Desbiens)
2000: 1 (David Millar)
2002: 1 (David Millar)
2003: 1 (David Millar)
2004: 2 (Stuart O'Grady, David Moncoutié)
2005: 1 (David Moncoutié)
2006: 1 (Jimmy Casper)
2008: 2 (Samuel Dumoulin, Sylvain Chavanel)
2023: 2 (Victor Lafay, Ion Izagirre)
Vittorie finali: 0
Altre classifiche: 2
1998: Scalatori (Christophe Rinero)
2008: Combattività (Sylvain Chavanel)
- Vuelta a España

Partecipazioni: 26 (1997, 1998, 1999, 2001, 2002, 2003, 2004, 2005, 2006, 2007, 2008, 2009, 2010, 2011, 2012, 2013, 2014, 2015, 2016, 2017, 2018, 2019, 2020, 2021, 2022, 2023, 2024)
Vittorie di tappa: 18
1999: 2 (2 Frank Vandenbroucke)
2001: 2 (2 David Millar)
2002: 1 (Guido Trentin)
2003: 2 (Luis Pérez, David Millar)
2005: 1 (Leonardo Bertagnolli)
2007: 1 (Leonardo Duque)
2008: 1 (David Moncoutié)
2009: 1 (David Moncoutié)
2010: 1 (David Moncoutié)
2011: 2 (David Moncoutié, Rein Taaramäe)
2018: 1 (Nacer Bouhanni)
2019: 1 (Jesús Herrada)
2022: 1 (Jesús Herrada)
2023: 1 (Jesús Herrada)
Vittorie finali: 0
Altre classifiche: 7
1999: Punti (Frank Vandenbroucke)
2008: Scalatori (David Moncoutié)
2009: Scalatori (David Moncoutié)
2010: Scalatori (David Moncoutié)
2011: Scalatori (David Moncoutié)
2013: Scalatori (Nicolas Edet)
2020: Scalatori (Guillaume Martin)

### Classiche monumento
- Liegi-Bastogne-Liegi: 1

1999 (Frank Vandenbroucke)

### Campionati nazionali
Strada
- Campionati eritrei: 1

In linea: 2019 (Natnael Berhane)
Cronometro: 2018 (Daniel Teklehaimanot)
- Campionati estoni: 13

In linea: 2001, 2003 (Janek Tombak); 2009, 2013 (Rein Taaramäe); 2010 (Kalle Kriit); 2014, 2015 (Gert Jõeäär)
Cronometro: 2009, 2011, 2012 (Rein Taaramäe); 2015, 2016 (Gert Jõeäär)
In linea U23: 2009 (Rein Taaramäe)
- Campionati francesi: 3

Cronometro: 2005, 2006, 2008 (Sylvain Chavanel)
- Campionati lettoni: 1

In linea: 2012 (Aleksejs Saramotins)
- Campionati lussemburghesi: 1

Cronometro: 2000 (Steve Fogen)
Cross
- Campionati francesi: 2

Elite: 2017 (Clément Venturini)
U23: 2009 (Clément Venturini)
Pista
- Campionati francesi: 21

Mezzofondo: 2008 (Mickaël Buffaz)
Inseguimento individuale U23: 2003 (Daniel Monier)
Inseguimento individuale: 1998 (Moreau); 2000 (Gaumont); 2002 (Gané); 2005, 2008 (Monier)
Inseguimento a squadre: 2000 (Philippe Gaumont)
Keirin: 2003 (Laurent Gané); 2004, 2005, 2009 (Mickaël Bourgain); 2008 (Kévin Sireau)
Velocità: 1999, 2001, 2002, 2003, 2004 (Gané); 2006 (Tournant); 2008 (Sireau)
Chilometro da fermo: 2003 (Mickaël Bourgain); 2004 (Arnaud Tournant); 2009 (François Pervis)

## Organico 2025
Aggiornato al 1° agosto 2025.

### Staff tecnico
|  | Naz.               | Ruolo | Sportivo            |  |  |  |
|  | ------------------ | ----- | ------------------- |  |  |  |
|  | Francia (bandiera) | GM    | Cédric Vasseur      |  |  |  |
|  | Spagna (bandiera)  | DS    | Bingen Fernández    |  |  |  |
|  | Francia (bandiera) | DS    | Yvonnick Bolgiani   |  |  |  |
|  | Italia (bandiera)  | DS    | Roberto Damiani     |  |  |  |
|  | Francia (bandiera) | DS    | Benjamin Giraud     |  |  |  |
|  | Spagna (bandiera)  | DS    | Gorka Gerrikagoitia |  |  |  |
|  | Francia (bandiera) | DS    | Jean-Luc Jonrond    |  |  |  |
|  | Belgio (bandiera)  | DS    | Thierry Marichal    |  |  |  |

### Rosa
|  | Naz.                     |  | Sportivo              | Anno |  |  |
|  | ------------------------ |  | --------------------- | ---- |  |  |
|  | Belgio (bandiera)        |  | Piet Allegaert        | 1995 |  |  |
|  | Polonia (bandiera)       |  | Stanisław Aniołkowski | 1997 |  |  |
|  | Spagna (bandiera)        |  | Alex Aranburu         | 1995 |  |  |
|  | Germania (bandiera)      |  | Emanuel Buchmann      | 1992 |  |  |
|  | Gran Bretagna (bandiera) |  | Simon Carr            | 1998 |  |  |
|  | Francia (bandiera)       |  | Bryan Coquard         | 1992 |  |  |
|  | Italia (bandiera)        |  | Tommaso Dati          | 2002 |  |  |
|  | Belgio (bandiera)        |  | Aimé De Gendt         | 1994 |  |  |
|  | Francia (bandiera)       |  | Nicolas Debeaumarché  | 1998 |  |  |
|  | Francia (bandiera)       |  | Valentin Ferron       | 1998 |  |  |
|  | Belgio (bandiera)        |  | Milan Fretin          | 2001 |  |  |
|  | Spagna (bandiera)        |  | Jesús Herrada         | 1990 |  |  |
|  | Francia (bandiera)       |  | Léandre Huck          | 2002 |  |  |
|  | Spagna (bandiera)        |  | Ion Izagirre          | 1989 |  |  |
|  | Francia (bandiera)       |  | Clément Izquierdo     | 2002 |  |  |
|  | Gran Bretagna (bandiera) |  | Oliver Knight         | 2001 |  |  |
|  | Spagna (bandiera)        |  | Jonathan Lastra       | 1993 |  |  |
|  | Paesi Bassi (bandiera)   |  | Jan Maas              | 1996 |  |  |
|  | Francia (bandiera)       |  | Nolann Mahoudo        | 2002 |  |  |
|  | Francia (bandiera)       |  | Sam Maisonobe         | 2003 |  |  |
|  | Irlanda (bandiera)       |  | Jamie Meehan          | 2003 |  |  |
|  | Belgio (bandiera)        |  | Sylvain Moniquet      | 1999 |  |  |
|  | Belgio (bandiera)        |  | Christophe Noppe      | 1994 |  |  |
|  | Italia (bandiera)        |  | Stefano Oldani        | 1998 |  |  |
|  | Francia (bandiera)       |  | Paul Ourselin         | 1994 |  |  |
|  | Francia (bandiera)       |  | Anthony Perez         | 1991 |  |  |
|  | Francia (bandiera)       |  | Alexis Renard         | 1999 |  |  |
|  | Belgio (bandiera)        |  | Ludovic Robeet        | 1994 |  |  |
|  | Spagna (bandiera)        |  | Sergio Samitier       | 1995 |  |  |
|  | Belgio (bandiera)        |  | Dylan Teuns           | 1992 |  |  |
|  | Francia (bandiera)       |  | Benjamin Thomas       | 1995 |  |  |
|  | Francia (bandiera)       |  | Hugo Toumire          | 2001 |  |  |
|  | Francia (bandiera)       |  | Damien Touzé          | 1996 |  |  |